# Speedpoker
Speedpoker ist eine Livevariante von Texas Hold’em, die vom Onlinepoker inspiriert wurde. Es ist eine relativ neue Variante, die beim Asia-Pacific Speed Poker Championship und bei zwei großen Fernsehturnieren gespielt wird: Den World Speed Poker Open und der MANSIONPOKER.NET Poker Dome Challenge. Das Card Player Magazine rechnet die Entwicklung des Speedpoker dem Australier Keith Sloan an. Obwohl man theoretisch jede Pokervariante im Speedformat spielen kann, hat sich nur die Texas-hold’em-Variante durchgesetzt.
MANSION Ltd erwarb die Rechte an Sloans Konzept des Speedpoker und ließ sich MANSION Speed Poker als Marke schützen.
Die Regeln sind identisch zu Texas Hold’em. Die Unterschiede sind hauptsächlich in der Zeit zu finden, die die Spieler haben, um Entscheidungen zu treffen. Jeder Spieler hat 15 Sekunden Zeit, seine Hand zu spielen, bevor sie gepasst oder geschoben wird. Außerdem hat jeder Spieler zusätzlich 30 Sekunden Extrazeit, die sie in einer Runde ihrer Wahl verwenden dürfen. Bei MANSIONPOKER.NET Poker Dome Challenge ist das Spiel vor dem Flop Pot Limit, nach dem Flop allerdings No Limit, bei den World Speed Poker Open wird immer No Limit gespielt.
Wie bei jeder Pokervariante können auch die Regeln des Speedpoker je nach Turnier variieren. Jedoch hat Keith Sloan drei Grundregeln aufgestellt:
- An jedem Tisch sitzen sechs Spieler und zwei Dealer
- Jeder Spieler muss seinen Zug in 15 Sekunden machen
- Wenn ein Spieler es nicht schafft, seinen Zug innerhalb des Zeitlimits auszuführen, so wird die Hand gepasst oder geschoben

## Turnierformat nach Keith Sloan
Bei einem Speedpokerturnier wird zuerst an mehreren Tischen gespielt, bis nur noch 36 Spieler übrig sind. Die letzten 36 Spieler nehmen ihre gesammelten Chips mit in die nächste Runde.
Die sechs Chipleader werden an sechs verschiedenen Tische aufgeteilt, genauso die sechs Spieler mit den nächsthöchsten sechs Chipstapeln und so weiter, bis alle 36 Spieler auf sechs Tische verteilt sind.
Die Gewinner der sechs Tische kommen ins Finale. Im Finale starten alle Spieler mit derselben Anzahl an Chips.
Alle Spieler erhalten mindestens einen (abhängig von den Regeln des Turniers) „Time Breaker Button“, der dem Spieler eine Zusatzzeit von 30 Sekunden gewährt.